# Liste der Donaukanalbrücken
Donaukanalbrücken sind all jene Brücken, die den Donaukanal in Wien, Österreich überqueren.
Viele Donaukanalbrücken wurden im Zuge der Wiener Operation am Ende des Zweiten Weltkriegs
zerstört. Nach 1945 wurden sie vielfach durch moderne Stahlbetonbrücken ersetzt.
Die folgende Liste ist von Norden stromabwärts nach Wiener Stadtteilen sortiert.

## Bereich Schleuse Nussdorf bis innerstädtischer Bereich
| Name                                          | Baujahr | Foto |
| --------------------------------------------- | ------- | ---- |
| Schemerlbrücke                                | 1898    |      |
| Uferbahnbrücke                                | 1949    |      |
| Vorortelinie-Donaukanalbrücke                 | 1978    |      |
| Knoten Nussdorf – Klosterneuburger Hochstraße | 1983    |      |
| Nussdorfer Steg                               | 1999    |      |
| Nussdorfer Brücke                             | 1964    |      |
| Heiligenstädter Brücke                        | 1961    |      |
| Döblinger Steg                                | 1911    |      |
| Gürtelbrücke                                  | 1964    |      |
| Spittelauer Brücke                            | 1995    |      |
| U6-Donaukanalbrücke                           | 1996    |      |
| Spittelauer Steg                              | 1992    |      |
| Friedensbrücke                                | 1926    |      |
| Siemens-Nixdorf-Steg                          | 1991    |      |

## Innerstädtischer Bereich
| Name                               | Baujahr | Foto |
| ---------------------------------- | ------- | ---- |
| Rossauer Brücke                    | 1983    |      |
| Augartenbrücke                     | 1946    |      |
| Salztorbrücke                      | 1961    |      |
| Marienbrücke                       | 1953    |      |
| Schwedenbrücke                     | 1955    |      |
| Aspernbrücke                       | 1951    |      |
| Donaukanal Rohrbrücke (abgerissen) | 1981    |      |

## Innerstädtischer Bereich bis Einmündung in die Donau
| Name                    | Baujahr         | Foto |
| ----------------------- | --------------- | ---- |
| Franzensbrücke          | 1948            |      |
| Verbindungsbahnbrücke   | 1953            |      |
| Rotundenbrücke          | 1955            |      |
| Erdberger Steg          | 2003 (neu 2022) |      |
| Stadionbrücke           | 1969            |      |
| Erdberger Brücke        | 1971            |      |
| Gaswerksteg             | 1899            |      |
| Ostbahnbrücke           | 1975            |      |
| Kabelsteg               | 1967            |      |
| Schrägseilbrücke        | 1975            |      |
| Seitenhafenbrücke       | 2011            |      |
| Freudenauer Hafenbrücke | 1958            |      |
| Winterhafenbrücke       | 2008            |      |